# Torre en Cameros
Torre en Cameros tỉnh và cộng đồng tự trị La Rioja, phía bắc Tây Ban Nha. Đô thị này có diện tích là 11,64 ki-lô-mét vuông, dân số năm 2009 là 12 người với mật độ 1,03 người/km². Đô thị này có cự ly 51 km so với Logroño.